# Otto Schäfer (Politiker, 1886)
Otto Schäfer (* 3. März 1886 in Wobeck, Twieflingen; † 20. September 1960 in Bevenrode) war ein deutscher Politiker (FDP) und Mitglied des Ernannten Braunschweigischen Landtages.
Otto Schäfer war von Beruf Landwirt. Vom 21. Februar 1946 bis 21. November 1946 war er Mitglied des Ernannten Braunschweigischen Landtages. 